# Taos (Missouri)
Taos és una població dels Estats Units a l'estat de Missouri. Segons el cens del 2000 tenia 870 habitants.

## Demografia
Segons el cens del 2000, Taos tenia 870 habitants, 312 habitatges, i 238 famílies. La densitat de població era de 149,3 habitants per km².
Dels 312 habitatges en un 42,6% hi vivien nens de menys de 18 anys, en un 67,6% hi vivien parelles casades, en un 6,7% dones solteres, i en un 23,7% no eren unitats familiars. En el 20,5% dels habitatges hi vivien persones soles el 9% de les quals corresponia a persones de 65 anys o més que vivien soles. El nombre mitjà de persones vivint en cada habitatge era de 2,79 i el nombre mitjà de persones que vivien en cada família era de 3,28.
Per edats la població es repartia de la següent manera: un 30,6% tenia menys de 18 anys, un 6,4% entre 18 i 24, un 32,4% entre 25 i 44, un 20,7% de 45 a 60 i un 9,9% 65 anys o més.
L'edat mediana era de 35 anys. Per cada 100 dones de 18 o més anys hi havia 91,7 homes.
La renda mediana per habitatge era de 50.333 $ i la renda mediana per família de 55.714 $. Els homes tenien una renda mediana de 32.202 $ mentre que les dones 22.356 $. La renda per capita de la població era de 18.481 $. Entorn del 0,8% de les famílies i el 2,3% de la població estaven per davall del llindar de pobresa.

## Poblacions més properes
El següent diagrama mostra les poblacions més properes.